# Heinz Küpper (Sprachwissenschaftler)
Heinz Küpper (* 12. Januar 1909 in Köln; † 9. Dezember 1999 in Neuwied) war ein deutscher Sprachwissenschaftler, der schwerpunktmäßig Wörterbücher der deutschen Umgangssprache veröffentlichte.

## Leben
Nach dem Abitur am Schiller-Gymnasium Köln studierte Küpper ab dem Sommersemester 1927 deutsche, französische und lateinische Philologie sowie deutsche Volkskunde in Köln, Wien und Berlin. Küpper schloss sein Studium 1933 mit der Promotion in Köln ab. Das Thema der von Friedrich von der Leyen betreuten Dissertation war die Französische Nibelungen- und Tristanforschung. Der Kölner Romanist Leo Spitzer sprach in seinem Zweitgutachten von einem erheblichen Chauvinismus Küppers bei der Bewertung der französischen Philologie: „Ich teile also das Gefühl der Enttäuschung, das Herr v.d. Leyen zum Ausdruck bringt und kann die Annahme der Arbeit der Fakultät nur unter der Bedingung anempfehlen, daß Teil III vollkommen umgearbeitet oder besser gestrichen wird.“
Von 1933 bis 1937 war Küpper Hilfsassistent am deutschen Seminar der Universität Köln und arbeitete gleichzeitig als Deutschlehrer für ausländische Studenten. Von 1938 bis zum Beginn des Zweiten Weltkrieges lebte er als freier Schriftsteller, dann von 1939 bis 1965 in verschiedenen Stellungen, unter anderem als Berufsberater. Ab 1965 wirkte er als Privatgelehrter.
Heinz Küpper wohnte von 1944 bis 1965 in Bendorf-Sayn, von 1965 bis 1967 in Bendorf und seit 1967 in Bendorf-Stromberg, wo sich auch das Grabmal befindet. Seine Ehefrau Marianne Küpper (* 5. Februar 1911; † 18. Juni 2005 in Neuwied) war Mitarbeiterin und Koautorin.

## Werk
Küppers Hauptarbeitsgebiet war die lexikographische Erfassung der deutschen Umgangssprache. Seit der zweiten Hälfte der 1930er Jahre sammelte er Wörter, die er anschließend durch Fragebogenaktionen, Aufrufe in den Medien und Sichtung einschlägiger Literatur wesentlich ergänzen konnte. Hauptergebnis seiner Arbeit sind das Wörterbuch der deutschen Umgangssprache (6 Bände, 1955–1970) sowie das Illustrierte Lexikon der deutschen Umgangssprache (8 Bände, 1982–1984), das nach eigenen Angaben rund 120.000 Stichwörter umfasst. Eine Kurzfassung des 6-bändigen Wörterbuchs erschien 1968 als Handliches Wörterbuch der deutschen Alltagssprache, die Kurzausgabe des 8-bändigen Werks 1987 als PONS. Wörterbuch der deutschen Umgangssprache. 2004 erschien unter gleichem Titel bei Direct Media Berlin eine digitale Ausgabe mit 65.000 Stichwörtern.
Neben diesen großen Wörterbüchern widmete sich Küpper einigen Themen besonders und stellte sie in Spezialwörterbüchern vor, so die Soldatensprache sowie die Sprache der Jugend, speziell auch die der Schüler. Für die Erforschung der Soldatensprache erhielt er eine ministerielle Genehmigung; sie wurde für zwei Jahre von der Deutschen Forschungsgemeinschaft gefördert.
Küpper berichtete mehrfach über seine Arbeit. In diesen Veröffentlichungen stellte er seine Methoden vor und führte aus, dass er versuche, die Umgangssprache im gesamten deutschsprachigen Raum zu erfassen und dabei möglichst Repräsentativität zu erreichen; Zufallsfunde sollten nicht aufgenommen werden.

## Rezeption
Küppers Unternehmen wurde vielfach begrüßt, teils nachdrücklich, wenn auch nicht kritiklos gefeiert. Mehrere Presseartikel zeugen von einer interessierten Aufnahme der Wörterbücher. Einige seiner Werke erfuhren mehrere Auflagen oder Ausgaben bei verschiedenen Verlagen.
Nicht selten wurde Küppers Arbeit aber auch kritisiert, so etwa von Franz Josef Hausmann, der meint, dass Küpper „nicht in der Lage“ gewesen sei, „die Spreu vom Weizen zu trennen. Usuelles und Okkasionelles stehen unmarkiert nebeneinander“. Moniert wurde auch, dass er Ausdrücke, die er für zu drastisch erachtete, nicht aufnahm. Einen Verriss verfasste Walter Boehlich. Den Kritikern wurde entgegnet, dass Küpper sich mit seinen Wörterbüchern an das breite Publikum und nicht nur an Fachwissenschaftler wende, wie aus dem Briefwechsel mit seinem Verleger Eugen Claassen hervorgehe.
Ein abgewogenes Urteil äußert Herbert Ernst Wiegand, der Küppers Werk eine mehrseitige Würdigung widmet. Wiegand führt aus: „Nirgends in der deutschen Lexikographie findet man jedoch ein solches Material zusammengestellt.“ „Obwohl im Detail manches kritisiert werden könnte, sind die Küpperschen Wörterbücher eine wertvolle Ergänzung zu den großen allgemeinen einsprachigen Wörterbüchern und den großen Dialektwörterbüchern des Deutschen“.

## Veröffentlichungen
- Die deutsche Umgangssprache. In: Forschungen und Fortschritte. 16, 1940, S. 375–377.
- Unberufen toi – toi – toi. 99 uralte Regeln, das Glück zu mehren, dem Unglück zu wehren. Heimeran, München 1951.
- Werdegeschichte eines Wörterbuchs. In: Muttersprache. 65, 1955, S. 350–353.
- Wörterbuch der deutschen Umgangssprache. 6 Bände. Claassen, Hamburg 1955–1970. (Band I: Wörterbuch der deutschen Umgangssprache. 1955; Band II: 1000 neue Ausdrücke von A–Z. 1956; Band III: Hochdeutsch – Umgangsdeutsch; Gesamtstichwortverzeichnis. 1964; Band IV: Berufsschelten und Verwandtes, 1966; Band V: 10000 neue Ausdrücke von A–Z (Sachschelten), 1967; Band VI: Jugenddeutsch von A–Z. 1970.)
- Reclams Fremdwörterbuch. Nebst Verzeichnis gebräuchlicher Abkürzungen. Reclam, Stuttgart 1960. (Mehrere Nachdrucke)
- Handliches Wörterbuch der deutschen Alltagssprache. Claassen, Hamburg 1968.
- Am A… der Welt. Landserdeutsch 1939–1945. Claassen, Hamburg 1970, ISBN 3-546-45828-1.
- dtv-Wörterbuch der deutschen Umgangssprache. 2 Bände. Deutscher Taschenbuch Verlag, München 1971. (Entspricht: Handliches Wörterbuch der deutschen Alltagssprache. 1968.)
- Unberufen toi – toi – toi. 99 uralte Regeln, das Glück zu mehren, dem Unglück zu wehren. Vom Autor bearbeitete und erweiterte Ausgabe. Fischer, Frankfurt/Main 1971, ISBN 3-436-01377-3.
- Zusammen mit Marianne Küpper: Schülerdeutsch. Claassen, Hamburg 1972, ISBN 3-546-45827-3.
- Das Fremdwörterlexikon mit großem Abkürzungsverzeichnis. eska Verlag, Bielefeld 1976.
- ABC-Komiker bis Zwitschergemüse: Das Bundessoldatendeutsch. Verlag für deutsche Sprache (VfdS), Wiesbaden 1978. (= Muttersprache, Beiheft 3.), ISBN 3-88228-001-8.
- Bestandsaufnahme der deutschen Umgangssprache. In: Muttersprache. 92, 1982, S. 15–26.
- Modekatalogmacher als Sprachmodemacher? In: Der Sprachdienst. 26, 1982, S. 105–107.
- Illustriertes Lexikon der deutschen Umgangssprache. 8 Bände. Klett, Stuttgart 1982–84. (Band I: A – Blatt. 1982, ISBN 3-12-570010-8; Band II: Blau – Faul. 1983, ISBN 3-12-570020-5; Band III: Faust – Haus. 1983, ISBN 3-12-570130-9; Band IV: Haut – Kost. 1983, ISBN 3-12-570140-6; Band V: Kot – Naschzahn. 1984, ISBN 3-12-570150-3; Band VI: Nase – Saras. 1984, ISBN 3-12-570160-0; Band VII: Sardelle – Susi. 1984, ISBN 3-12-570170-8; Band VIII: Susig – Zypresse. 1984, ISBN 3-12-570180-5.)
- Von Anschiß bis Zwitschergemüse. Das Bundessoldatendeutsch von A–Z. Heyne, München 1986, ISBN 3-453-02225-4.
- Deutsch zum Anfassen. Moderne Redewendungen von „Abseilen“ bis „Zoff“. VMA, Wiesbaden 1987.
- PONS. Wörterbuch der deutschen Umgangssprache. Klett, Stuttgart 1987, ISBN 3-12-570600-9.